# Sinobatis
Sinobatis – rodzaj ryb chrzęstnoszkieletowych z rodziny Anacanthobatidae.

## Rozmieszczenie geograficzne
Do rodzaju należą gatunki występujące w wodach Oceanu Indyjskiego oraz zachodniego i północno-zachodniego Oceanu Spokojnego.

## Morfologia
Długość ciała do 69 cm.

## Systematyka
Rodzaj zdefiniował w 1973 roku południowoafrykański ichtiolog P. Alexander Hulley w artykule poświęconym wzajemnym relacjom w obrębie rodziny Anacanthobatidae, wraz z opisem lektotypu Anacanthobatis marmoratus, opublikowanym w czasopiśmie Annals of the South African Museum. Gatunkiem typowym jest (oryginalne oznaczenie (także monotypowe)) S. borneensis.

### Etymologia
Sinobatis: ang. Sino- ‘chiński’, od łac. Sinae ‘Chińczyk, chiński’, od gr. Σιναι Sinai ‘Chińczyk, chiński’; gr. βατoς batos lub βατις batis ‘płaska ryba, zwykle stosowana w odniesieniu do płaszczki lub rai’.

### Podział systematyczny
Do rodzaju należą następujące gatunki:
- Sinobatis andamanensis Last & Bussarawit, 2016
- Sinobatis borneensis (Chan, 1965)
- Sinobatis brevicauda Weigmann & Stehmann, 2016
- Sinobatis bulbicauda Last & Séret, 2008
- Sinobatis caerulea Last & Séret, 2008
- Sinobatis filicauda Last & Séret, 2008
- Sinobatis kotlyari Stehmann & Weigmann, 2016
- Sinobatis melanosoma (Chan, 1965)
- Sinobatis stenosoma (Li & Hu, 1982)